# Константин I (јерменски кнез)
Константин I (јерм. Կոնստանտին; између 1050 и 1055 — Вахка, 1100/1102/1103) је био кнез јерменске Киликије из династије Рупенида. Владао је од 1095. до своје смрти.

## Биографија
Био је син Рупена I, оснивача јерменске кнежевине у Киликији, кога је и наследио на престолу 1095. године. У другој половини 1097. године, Танкред Отвил, један од учесника Првог крсташког рата, стигао је са малом групом својих војника до Тарса, Константинове престонице, и помогао кнезу да протера мали турски гарнизон који се налазио у граду. Уследио је сукоб између Танкреда и новопристиглог Балдуина Бујонског, који се завршио протеривањем првог из града. Убрзо је наишла турска војска која је десетковала Такредове одреде, али није успела да заузме град. Пошто су му помогли у борби с Турцима, Константин је главнину крсташке војске пријатељски дочекао, помогавши јој да стигне до Антиохије. Такође, у зиму 1097./1098. године, пружио је подршку Балдуину у његовом походу на Едесу.
Током Константинове владавине, Киликија је постала транзитно подручје у трговини између луке Ајас и централне Мале Азије. Царине наплаћиване трговцима постале су важан извор прихода за кнежевину.
Константина је 1100, 1102. или 1103. године убио гром у замку Вахка. На престолу га је наследио син Торос.

## Породица
Константин је био ожењен праунуком византијског генерала Варде Фоке Млађег. Са њом је имао троје деце:
- Тороса (умро 1129/1130), који је наследио оца на престолу;
- Лава (умро 14. фебруара 1140), кнеза јерменске Киликије (1129/1130—1137);
- Беатрис, супругу Жослена I, грофа Едесе.